# Медичний силікон
Медичний силікон — це високопродуктивний полімерний медичний матеріал з відмінними характеристиками. Як штучний матеріал він використовується у медицині. Медичний силікон має невисоку вартість, велику практичність і гарну біологічну адаптивність, так як він схильний до відторгнення тілом людини, а також не прилипає до капілярів людського тіла.

## Властивості
Медичний силікон є досить стабільною інертною речовиною. Має високу термостійкість, що стерилізується. Його легко обробляти і надавати форму, обробляти гравіюванням і легко використовувати. Медичні силікони включають доставляння мономерів в людських імплантатах, доставляння їдких речовин, доставляння еластичних парів, обробку кислотою, циркуляцію гарячого масла, обробку розчинів, високотемпературне повітря і виробництво пластмас. Медичні силікони, які більш вимогливі, ніж харчові, в даний час широко використовуються при виготовленні сосок для дитячих пляшечок. 

## Використання
Медичний силікон також широко використовується в косметичних і протезних процедурах, таких як виправлення лицьових дефектів медичним силіконом, лікування дефектів зовнішнього вуха, косметична операція на черепі і грудях і відновлення внутрішніх органів, а також пологах, які в даний час викликають багато суперечок.
Медичний силікон є широко використовуваним біологічним матеріал для косметичної хірургії. Він має різні форми, такі як рідке силіконове масло, желеподібний силікон, піноподібно силіконову губку і еластичну тверду силіконову гуму. Тверда силіконова гума в даний час використовується в багатьох областях застосування. Силіконовий каучук має гарну біосумісність, не викликає роздратування тканин людини, не токсичний, не викликає алергічних реакцій, має мінімальну реакцію відторгнення тіла; володіє хорошими фізико-хімічними властивостями і може зберігати свій первісний стан при контакті з рідинами організму і тканинами. Еластичність і м'якість, не погіршуються.

### Медичні вироби
- Трубки (для годівлі, дренування, введення розчинів, подачі кисню, перехідники)
- Катетери
- Дихальні маски
- Імплантати[1] для тривалого та короткочасного використання; ортези
- Пов'язки[2]; пластирі; силіконові аркуші для лікування рубців (медичний виріб FDA, класу 1) та гелі.
- Смоктунці та годувальні пляшечки
- Ущільнення та прокладки
- Лінзи (силікон-гідрогелеві)
- Поршні шприца
- Менструальні чашечки
- Покриття медичних рукавичок
- Венозні джгути
- Сечоприймач типу уропрезерватив
- Презервативи
- Секс-іграшки